# Dyfnwal III di Strathclyde
Dyfnwal III (moderno gaelico: Domnall mac Eógain; inglese moderno Donald; ... – 975) regnò sullo Strathclyde nel X secolo.
Fu probabilmente visitato dal santo Cathróe di Metz, di cui era un parente secondo la Vita del santo. Questa visita si sarebbe verificata tra il 941 e il 946. Questo sarebbe dunque il suo periodo di regno. Ma questa datazione crea alcuni problemi, dato che la Cronaca anglosassone sostiene che nel 945 il re degli scozzesi era Máel Coluim.
Tre sono le possibili spiegazioni:
- che una delle fonti sia sbagliata;
- che lo Strathclyde fosse un regno diviso;
- che Malcolm I di Scozia (Máel Coluim mac Domnaill) diede il regno a Dyfnwal o che Malcolm II (Máel Coluim mac Cináeda) fu riconosciuto come signore da Dyfnwal.